# Украинские футбольные клубы в еврокубках (2020—2030)
Украинские футбольные клубы в еврокубках (2020—2030) — результаты матчей украинских футбольных команд в европейских клубных турнирах, проводящихся под эгидой УЕФА в 2020—2030 годах. На данный момент — это Лига чемпионов УЕФА, Лига Европы УЕФА, Лига конференций УЕФА и Суперкубок УЕФА.

## Таблица коэффициентов УЕФА украинских клубов в 2020—2029
| Футбольный клуб               | 2020/21 | 2021/22 | 2022/23 | 2023/24 | 2024/25 | 2025/26 | 2026/27 | 2027/28 | 2028/29 | 2029/30 |
| ----------------------------- | ------- | ------- | ------- | ------- | ------- | ------- | ------- | ------- | ------- | ------- |
| «Шахтёр» Донецк               | 14      | 9,5     | 13      | 11      | 11      | 4,5     |         |         |         |         |
| «Динамо» Киев                 | 13,5    | 5       | 4,5     | 1       | 7       | 2       |         |         |         |         |
| «Десна» Чернигов              | 0,5     |         |         |         |         |         |         |         |         |         |
| «Колос» Ковалёвка             | 2       | 1       |         |         |         |         |         |         |         |         |
| «Заря» Луганск                | 4       | 5       | 1       | 6       |         |         |         |         |         |         |
| «Ворскла» Полтава             |         | 0,5     | 1       | 1       |         |         |         |         |         |         |
| «Днепр-1» Днепр               |         |         | 9       | 1,5     | 0       |         |         |         |         |         |
| «Кривбасс» Кривой Рог         |         |         |         |         | 0       |         |         |         |         |         |
| «Полесье» Житомир             |         |         |         |         | 0       | 2       |         |         |         |         |
| «Александрия»                 |         |         |         |         |         | 0       |         |         |         |         |
| Количество очков              | 34,0    | 21,0    | 29,5    | 20,5    | 18      | 8,5     |         |         |         |         |
| Место в таблице коэффициентов | 9       | 9       | 12      | 12      | 19      | 27      |         |         |         |         |
| Коэффициент сезона            | 6,800   | 4,200   | 5,700   | 4,100   | 3,600   | 2,125   |         |         |         |         |

## Сезон 2020/2021
- «Шахтёр» Донецк (чемпион Украины сезона 2019-20 гг.)
  - Групповой этап Лиги чемпионов УЕФА. Группа «B»
    - 21.10.2020 «Реал» (Мадрид, Испания) — «Шахтёр» (Донецк) 2:3 (Жуниор 54, Модрич 59 — Тете 23, Варан 33, Соломон 42)
    - 27.10.2020 «Шахтёр» (Донецк) — «Интер» (Милан, Италия) 0:0
    - 03.11.2020 «Шахтёр» (Донецк) — «Боруссия» (Мёнхенгладбах, Германия) 0:6 (Плеа 8, 26, 78, Бондарь 17-авт., Бенсебайни 44, Штиндль 65)
    - 25.11.2020 «Боруссия» (Мёнхенгладбах, Германия) — «Шахтёр» (Донецк) 4:0 (Штиндль 17-пен., Эльведи 34, Эмболо 45+1, Вендт 65)
    - 01.12.2020 «Шахтёр» (Донецк) — «Реал» (Мадрид, Испания) 2:0 (Дентиньо 57, Соломон 82)
    - 09.12.2020 «Интер» (Милан, Италия) — «Шахтёр» (Донецк) 0:0

  - 1/16 финала Лиги Европы УЕФА
    - 18.02.2021 «Маккаби» (Тель-Авив, Израиль) — «Шахтёр» (Донецк) 0:2 (Алан Патрик 31, Тете 90+3)
    - 25.02.2021 «Шахтёр» (Донецк) — «Маккаби» (Тель-Авив, Израиль) 1:0 (Жуниор Мораес 67-пен.)

  - 1/8 финала Лиги Европы УЕФА
    - 11.03.2021 «Рома» (Рим, Италия) — «Шахтёр» (Донецк) 3:0 (Пеллегрини 23, Эль-Шаарави 73, Манчини 77)
    - 18.03.2021 «Шахтёр» (Донецк) — «Рома» (Рим, Италия) 1:2 (Жуниор Мораес 59 — Майораль 48, Майораль 72)
- «Динамо» Киев (2-е место в чемпионате Украины сезона 2019-20 гг.)
  - 3-й квалификационный раунд Лиги чемпионов УЕФА. Нечемпионский путь
    - 15.09.2020 «Динамо» (Киев) — «А3» (Алкмар, Нидерланды) 2:0 (Родригеш 49, Шапаренко 86)

  - Плей-офф раунд Лиги чемпионов УЕФА. Нечемпионский путь
    - 23.09.2020 «Гент» (Бельгия) — «Динамо» (Киев) 1:2 (Тим Кляйндинст 41 — Супряга 9, Де Пена 79)
    - 29.09.2020 «Динамо» (Киев) — «Гент» (Бельгия) 3:0 (Буяльский 9, Де Пена 36-пен., Родригеш 49-пен.)

  - Лига чемпионов УЕФА 2020/2021. Групповой этап. Группа «G»
    - 20.10.2020 «Динамо» (Киев) — «Ювентус» (Турин, Италия) 0:2 (Мората 46, 84)
    - 28.10.2020 «Ференцварош» (Будапешт, Венгрия) — «Динамо» (Киев) 2:2 (Цыганков 28-пен., Де Пена 41 — Нгуен 59, Боли 90)
    - 04.11.2020 «Барселона» (Испания) — «Динамо» (Киев) 2:1 (Месси 5-пен., Пике 65 — Цыганков 75)
    - 24.11.2020 «Динамо» (Киев) — «Барселона» (Испания) 0:4 (Дест 52, Брейтуэйт 57, 70-пен., Гризманн 90+2)
    - 02.12.2020 «Ювентус» (Турин, Италия) — «Динамо» (Киев) 3:0 (Кьеза 21, Роналду 57, Мората 66)
    - 08.12.2020 «Динамо» (Киев) — «Ференцварош» (Будапешт, Венгрия) 1:0 (Попов 60)

  - 1/16 финала Лиги Европы УЕФА
    - 18.02.2021 «Динамо» (Киев) — «Брюгге» (Бельгия) 1:1 (Буяльский 62 — Брэндон 67)
    - 25.02.2021 «Брюгге» (Бельгия) — «Динамо» (Киев) 0:1 (Буяльский 83)

  - 1/8 финала Лиги Европы УЕФА
    - 11.03.2021 «Динамо» (Киев) — «Вильярреал» (Вильярреаль, Испания) 0:2 (Торрес 30, Альбиоль 52)
    - 18.03.2021 «Вильярреал» (Вильярреаль, Испания) — «Динамо» (Киев) 2:0 (Морено 13, 36)
- «Заря» Луганск (3-е место в чемпионате Украины сезона 2019-20 гг.)
  - Групповой этап Лиги Европы УЕФА. Группа «G»
    - 22.10.2020 «Лестер Сити» (Лестер, Англия) — «Заря» (Луганск) 3:0 (Мэддисон 29, Барнс 45, Ихеаначо 67)
    - 29.10.2020 «Заря» (Луганск) — Брага (Португалия) 1:2 (Иванисеня 90+6 — Паулинью 4, Гайтан 11)
    - 05.11.2020 «Заря» (Луганск) — «АЕК» (Афины, Греция) 1:4 (Кочергин 81 — Танкович 7, Манталос 34, Ливая 54, 81)
    - 26.11.2020 «АЕК» (Афины, Греция) — «Заря» (Луганск) 0:3 (Громов 61, Кабаев 76, Юрченко 86-пен.)
    - 03.12.2020 «Заря» (Луганск) — «Лестер Сити» (Лестер, Англия) 1:0 (Сайядманеш 84)
    - 10.12.2020 Брага (Португалия) — «Заря» (Луганск) 2:0 (Абу Ханна 61-авт., Орта 68)
- «Десна» Чернигов (4-е место в чемпионате Украины сезона 2019-20 гг.)
  - 3-й квалификационный раунд Лиги Европы УЕФА
    - 29.07.2020 «Вольфсбург» (Германия) — «Десна» (Чернигов) 2:0 (Гилавоги 15, Гинчек 90+2)
- «Колос» Ковалёвка (6-е место в чемпионате Украины сезона 2019-20 гг.)
  - 2-й квалификационный раунд Лиги Европы УЕФА
    - 17.09.2020 «Арис» (Салоники, Греция) — «Колос» (Ковалёвка) 1:2 (Гама 55 — Новак 47, Антюх 63)

  - 3-й квалификационный раунд Лиги Европы УЕФА
    - 24.09.2020 «Риека» (Хорватия) — «Колос» (Ковалёвка) 2:0 (Эсковал 102, Адрияшевич 115)

## Сезон 2021/2022
- «Динамо» Киев (чемпион Украины сезона 2020-21 гг.)
  - Групповой этап Лиги чемпионов УЕФА. Группа «E»
    - 14.09.2021 «Динамо» (Киев) — «Бенфика» (Лиссабон, Португалия) 0:0
    - 29.09.2021 «Бавария» (Мюнхен, Германия) — «Динамо» (Киев) 5:0 (Левандовский 12-пен., 27, Гнабри 68, Зане 74, Шупо-Мотинг 82)
    - 20.10.2021 «Барселона» (Барселона, Испания) — «Динамо» (Киев) 1:0 (Пике 36)
    - 02.11.2021 «Динамо» (Киев) — «Барселона» (Барселона, Испания) 0:1 (Фати 70)
    - 23.11.2021 «Динамо» (Киев) — «Бавария» (Мюнхен, Германия) 1:2 (Гармаш 55 — Левандовский 14, Коман 42)
    - 08.12.2021 «Бенфика» (Лиссабон, Португалия) — «Динамо» (Киев) 2:0 (Яремчук 16, Силва Мело 22)
- «Шахтёр» Донецк (2-е место в чемпионате Украины сезона 2020-21 гг.)
  - 3-й квалификационный раунд Лиги чемпионов УЕФА. Нечемпионский путь
    - 03.08.2021 «Генк» (Генк, Бельгия) — «Шахтёр» (Донецк) 1:2 (Онуачу 39 — Тете 63-пен. 63, Патрик 81)
    - 10.08.2021 «Шахтёр» (Донецк) — «Генк» (Генк, Бельгия) 2:1 (Траоре 27, Силва Сантос 76 — Дессерс 90)

  - Плей-офф раунд Лиги чемпионов УЕФА. Нечемпионский путь
    - 17.08.2021 «Монако» (Монако, Франция) — «Шахтёр» (Донецк) 0:1 (Силва 19)
    - 25.08.2021 «Шахтёр» (Донецк) — «Монако» (Монако, Франция) 2:2 (Марлос 74 — Бен Йеддер 18, 39, Агилар 114-авт.)

  - Групповой этап Лиги чемпионов УЕФА. Группа «D»
    - 15.09.2021 «Шериф» (Тирасполь, Молдова) — «Шахтёр» (Донецк) 2:0 (Траоре 16, Янсане 62)
    - 28.09.2021 «Шахтёр» (Донецк) — «Интер» (Милан, Италия) 0:0
    - 19.10.2021 «Шахтёр» (Донецк) — «Реал» (Мадрид, Испания) 0:5 (Кривцов 37-авт., Винисиус 51, 56, Родриго 65, Бензема 90+1)
    - 03.11.2021 «Реал» (Мадрид, Испания) — «Шахтёр» (Донецк) 2:1 (Бензема 14, 61 — Фернандо 39)
    - 24.11.2021 «Интер» (Милан, Италия) — «Шахтёр» (Донецк) 2:0 (Джеко 61, 67)
    - 07.12.2021 «Шахтёр» (Донецк) — «Шериф» (Тирасполь, Молдова) 1:1 (Фернандо 42 — Николов 90+3)
- «Заря» Луганск (3-е место в чемпионате Украины сезона 2020-21 гг.)
  - Плей-офф раунд Лиги Европы УЕФА
    - 19.08.2021 Рапид (Вена, Австрия) — «Заря» (Луганск) 3:0 (Грюлль 29, Кара 78, Фунтас 85)
    - 26.08.2021 «Заря» (Луганск) — Рапид (Вена, Австрия) 2:3 (Грюлль 10, Граймль 15, Фунтас 68 — Гладкий 40, Захеди 87-пен.)

  - Групповой этап Лиги конференций УЕФА 2021/2022. Группа «C»
    - 16.09.2021 «Будё-Глимт» (Будё, Норвегия) — «Заря» (Луганск) 3:1 (Сальтнес 48, Сольбаккен 49, Пеллегрино 60 — Громов 90)
    - 30.09.2021 «Заря» (Луганск) — «Рома» (Рим, Италия) 0:3 (Абрахам 7, Смоллинг 66, Эль-Шаарави 68)
    - 21.10.2021 «ЦСКА» (София, Болгария) — «Заря» (Луганск) 0:1 (Сайядманеш 65)
    - 04.11.2021 «Заря» (Луганск) — «ЦСКА» (София, Болгария) 2:0 (Захеди 87, Сайядманеш 90+5)
    - 25.11.2021 «Рома» (Рим, Италия) — «Заря» (Луганск) 4:0 (Перес 15, Дзаньоло 33, Абрахам 46, 75) На 40-й минуте Верету («Рома») не реализовал пенальти.
    - 09.12.2021 «Заря» (Луганск) — «Будё-Глимт» (Будё, Норвегия) 1:1 (Назарина 18 — Вернидуб 68-авт.)
- «Колос» Ковалёвка (4-е место в чемпионате Украины сезона 2020-21 гг.)
  - 3-й квалификационный раунд Лиги конференций УЕФА. Основной путь
    - 05.08.2021 «Колос» (Ковалёвка) — «Шахтёр» (Караганда, Казахстан) 0:0
    - 10.08.2021 «Шахтёр» (Караганда, Казахстан) — «Колос» (Ковалёвка) 0:0 Серия пенальти — 3:1[7]
- «Ворскла» Полтава (5-е место в чемпионате Украины сезона 2020-21 гг.)
  - 2-й квалификационный раунд Лиги конференций УЕФА. Основной путь
    - 22.07.2021 КуПС (Куопио, Финляндия) — «Ворскла» (Полтава) 2:2 (Удо[укр.] 6, Томас 90+6 — Кане 29, Тилль 55-пен.)
    - 29.07.2021 «Ворскла» (Полтава) — КуПС (Куопио, Финляндия) 2:3 д.в. (Тилль 48, Скляр 55 — Себбан[англ.] 49, Урхо[укр.] 90+3, Ранжел 111)

## Сезон 2022/2023
- «Шахтёр» Донецк (чемпион Украины сезона 2021-22 гг.)
  - Групповой этап Лиги чемпионов УЕФА. Группа «F»
    - 06.09.2022 «Лейпциг» (Германия) — «Шахтёр» (Донецк) 1:4 (Симакан 58 — Швед 16, 57, Мудрик 76, Траоре 85)
    - 14.09.2022 «Шахтёр» (Донецк) — «Селтик» (Глазго, Шотландия) 1:1 (Бондаренко 11-авт. — Мудрик 29)
    - 05.10.2022 «Реал» (Мадрид, Испания) — «Шахтёр» (Донецк) 2:1 (Силва 13, Жуниор 28 — Зубков 39)
    - 11.10.2022 «Шахтёр» (Донецк) — «Реал» (Мадрид, Испания) 1:1 (Зубков 46 — Рюдигер 90+5)
    - 25.10.2022 «Селтик» (Глазго, Шотландия) — «Шахтёр» (Донецк) 1:1 (Якумакис 34 — Мудрик 58)
    - 02.11.2022 «Шахтёр» (Донецк) — «Лейпциг» (Германия) 0:4 (Нкунку 10, Силва 50, Ольмо 62, Собослаи 68)

  - 1/16 финала Лиги Европы УЕФА
    - 16.02.2023 «Шахтёр» (Донецк) — «Ренн» (Франция) 2:1 (Крыськив 11, Бондаренко 45-пен. — Токо-Экамби 59)
    - 23.02.2023 «Ренн» (Франция) — «Шахтёр» (Донецк) 2:1 (Токо-Экамби 52, Салах 106 — Белосян 119-авт.) Серия пенальти — 4:5[8]

  - 1/8 финала Лиги Европы УЕФА
    - 09.03.2023 «Шахтёр» (Донецк) — «Фейеноорд» (Роттердам, Нидерланды) 1:1 (Ракицкий 78 — Бульяуде 88)
    - 16.03.2023 «Фейеноорд» (Роттердам, Нидерланды) — «Шахтёр» (Донецк) 7:1 (Хименес 9, Кёкчю 24, 38-пен., Идрисси 49, 60, Джаханбахш 64, Перейра да Силва 67 — Келси 87)
- «Динамо» Киев (2-е место в чемпионате Украины сезона 2021-22 гг.)
  - 2-й квалификационный раунд Лиги чемпионов УЕФА. Нечемпионский путь
    - 20.07.2022 «Динамо» (Киев) — «Фенербахче» (Стамбул, Турция) 0:0
    - 27.07.2022 «Фенербахче» (Стамбул, Турция) — «Динамо» (Киев) 1:2 д.в. (Салаи 88 — Буяльский 57, Караваев 114) На 70-й минуте Валенсия («Фенербахче») не реализовал пенальти.

  - 3-й квалификационный раунд Лиги чемпионов УЕФА. Нечемпионский путь
    - 03.08.2022 «Динамо» (Киев) — «Штурм» (Грац, Австрия) 1:0 (Караваев 28)
    - 09.08.2022 «Штурм» (Грац, Австрия) — «Динамо» (Киев) 1:2 д.в. (Хойлунн 27 — Вивчаренко 97, Цыганков 112)

  - Раунд плей-офф. Нечемпионский путь
    - 17.08.2022 «Динамо» (Киев) — «Бенфика» (Лиссабон, Португалия) 0:2 (Жилберто 9, Гонсалу Рамуш 37)
    - 23.08.2022 «Бенфика» (Лиссабон, Португалия) — «Динамо» (Киев) 3:0 (Отаменди 27, Силва 40, Нерес 42)

  - Групповой этап Лиги Европы УЕФА. Группа «B»
    - 08.09.2022 «Фенербахче» (Стамбул, Турция) — «Динамо» (Киев) 2:1 (Вернес 35, Батшуайи 90+2 — Цыганков 63)
    - 15.09.2022 «Динамо» (Киев) — «АЕК» (Ларнака, Кипр) 0:1 (Дьюрчо 8)
    - 06.10.2022 «Ренн» (Франция) — «Динамо» (Киев) 2:1 (Терье 23, Дуэ 89 — Цыганков 33)
    - 13.10.2022 «Динамо» (Киев) — «Ренн» (Франция) 0:1 (Ву 49)
    - 27.10.2022 «АЕК» (Ларнака, Кипр) — «Динамо» (Киев) 3:3 (Альтман 26, 72, Лопеш[укр.] 53 — Ванат 45+1, Гармаш 82, 90+2)
    - 03.11.2022 «Динамо» (Киев) — «Фенербахче» (Стамбул, Турция) 0:2 (Валенсия 25, Аран 45)
- «Днепр-1» Днепр (3-е место в чемпионате Украины сезона 2021-22 гг.)
  - Плей-офф раунд Лиги Европы УЕФА
    - 18.08.2022 «Днепр-1» (Днепр) — «АЕК» (Ларнака, Кипр) 1:2 (Сваток 90 — Альтман 16, Сваток 29-авт.)
    - 25.08.2022 «АЕК» (Ларнака, Кипр) — «Днепр-1» (Днепр) 3:0 (Дьюрчо 21, Лопеш[укр.] 45, Енглезу[укр.] 74)

  - Групповой этап Лиги конференций УЕФА. Группа «Е»
    - 08.09.2022 «Днепр-1» (Днепр) — «А3» (Алкмар, Нидерланды) 0:1 (Де Вит 63)
    - 15.09.2022 «Аполлон» (Лимасол, Кипр) — «Днепр-1» (Днепр) 1:3 (Питтас 58 — Рубчинский 11, Довбик 26, 45)
    - 06.10.2022 «Днепр-1» (Днепр) — «Вадуц» (Лихтенштейн) 2:2 (Довбик 6, Пихалёнок 78 — Фер 25, Гассер 47)
    - 13.10.2022 «Вадуц» (Лихтенштейн) — «Днепр-1» (Днепр) 1:2 (Растодер 30 — Амаш 25, Довбик 90+1)
    - 27.10.2022 «Днепр-1» (Днепр) — «Аполлон» (Лимасол, Кипр) 1:0 (Пихалёнок 39)
    - 03.11.2022 «А3» (Алкмар, Нидерланды) — «Днепр-1» (Днепр) 2:1 (Одгор 8, Павлидис 87 — Пихалёнок 41)

  - 1/16 финала Лиги конференций УЕФА
    - 16.02.2023 «АЕК» (Ларнака, Кипр) — «Днепр-1» (Днепр) 1:0 (Анхель[укр.] 84)
    - 23.02.2023 «Днепр-1» (Днепр) — «АЕК» (Ларнака, Кипр) 0:0
- «Зaря» Луганск (4-е место в чемпионате Украины сезона 2021-22 гг.)
  - 3-й квалификационный раунд Лиги конференций УЕФА. Основной путь
    - 04.08.2022 «Заря» (Луганск) — «Университатя» (Крайова, Румыния) 1:0 (Нагнойный 55)
    - 11.08.2022 «Университатя» (Крайова, Румыния) — «Заря» (Луганск) 3:0 (Сильва[укр.] 5, Байрам 53, Банку 57)
- «Ворскла» Полтава (5-е место в чемпионате Украины сезона 2021-22 гг.)
  - 2-й квалификационный раунд Лиги конференций УЕФА. Основной путь
    - 21.07.2022 «Ворскла» (Полтава) — «АИК» (Стокгольм, Швеция) 3:2 (Степанюк 4, Козыренко 24, Челядин 69 — Стефанелли 17, Ларссон 44)
    - 28.07.2022 «АИК» (Стокгольм, Швеция) — «Ворскла» (Полтава) 2:0 д.в. (Мендес 45+3, Бьёрнстрём 107)

## Сезон 2023/2024
- «Шахтёр» Донецк (чемпион Украины сезона 2022-23 гг.)
  - Групповой этап Лиги чемпионов УЕФА
    - 19.09.2023 «Шахтёр» (Донецк) — «Порту» (Португалия) 1:3 (Келси 13 — Галено 8, 15, Тареми 29)
    - 04.10.2023 «Антверпен» (Бельгия) — «Шахтёр» (Донецк) 2:3 (Муйя[укр.] 3, Баликвиша 33 — Сикан 48, 76, Ракицкий 71)
    - 25.10.2023 «Барселона» (Испания) — «Шахтёр» (Донецк) 2:1 (Торрес 28, Лопес 36 — Судаков 62)
    - 07.11.2023 «Шахтёр» (Донецк) — «Барселона» (Испания) 1:0 (Сикан 40)
    - 28.11.2023 «Шахтёр» (Донецк) — «Антверпен» (Бельгия) 1:0 (Матвиенко 12)
    - 13.12.2023 «Порту» (Португалия) — «Шахтёр» (Донецк) 5:3 (Галено 9, 43, Тареми 62, Пепе 76, Консейсан 82 — Сикан 29, Эуштакиу 73-авт., Соуза Лемос 88)

  - Лига Европы УЕФА 2023/2024. Плей-офф раунд
    - 15.02.2024 «Шахтёр» (Донецк) — «Марсель» (Франция) 2:2 (Матвиенко 68, Эгиналдо 90+3 — Обамеянг 64, Ндиай 90)
    - 22.02.2024 «Марсель» (Франция) — «Шахтёр» (Донецк) 0:1 (Обамеянг 22, Сарр 74 — Судаков 11-пен.)
- «Днепр-1» Днепр (2-е место в чемпионате Украины сезона 2022-23 гг.)
  - 2-й квалификационный раунд Лиги чемпионов УЕФА
    - 25.07.2023 «Днепр-1» (Днепр) — «Панатинаикос» (Афины, Греция) 1:3 (Танчик 90 — Шпорар 10, Джуричич 74, Иоаннидис 84-пен.)
    - 01.08.2023 «Панатинаикос» (Афины, Греция) — «Днепр-1» (Днепр) 2:2 (Шпорар 15, 70 — Довбик 24, Сарапий 54)

  - 3-й квалификационный раунд Лиги Европы УЕФА.
    - 10.08.2023 «Славия» (Прага, Чехия) — «Днепр-1» (Днепр) 3:0 (Шранц 5, 38, Валлем 81)
    - 17.08.2023 «Днепр-1» (Днепр) — «Славия» (Прага, Чехия) 1:1 (Рубчинский 45+1 — Юречка 53)

  - Раунд плей-офф Лиги Конференций УЕФА.
    - 23.08.2023 «Спартак» (Трнава, Словакия) — «Днепр-1» (Днепр) 1:1 (Офори 55 — Пихалёнок 67-пен.)
    - 31.08.2023 «Днепр-1» (Днепр) — «Спартак» (Трнава, Словакия) 1:2 д.в. (Горосито[укр.] 61 — Даниэль[укр.] 3, Буката[укр.] 106)
- «Зоря» Луганск (3-е место в чемпионате Украины сезона 2022-23 гг.)
  - Квалификационный раунд плей-офф Лиги Европы УЕФА.
    - 24.08.2023 «Славия» (Прага, Чехия) — Заря (Луганск) 2:0 (Тиджани 81, Масопуст 90+4)
    - 31.08.2023 Заря (Луганск) — «Славия» (Прага, Чехия) 2:1 (Алефиренко 32, Антюх 40 — Юрасек 83)

  - Групповой этап Лиги Конференций УЕФА.
    - 21.09.2023 «Зоря» (Луганск) — «Гент» (Бельгия) 1:1 (Герреро 71 — Кёйперс 67)
    - 05.10.2023 «Брейдаблик» (Коупавогюр, Исландия) — «Зоря» (Луганск) 0:1 (Горбач 35)
    - 09.11.2023 «Зоря» (Луганск) — «Маккаби» (Тель-Авив, Израиль) 1:3 (Алефиренко 74 — Люккассен 7, Перец 26, 43)
    - 25.11.2023 «Маккаби» (Тель-Авив, Израиль) — «Зоря» (Луганск) 3:2 (Захави 45+2, Перец 46, 60 — Герреро 71, Горбач 88)
    - 30.11.2023 «Гент» (Бельгия) — «Зоря» (Луганск) 4:1 (Фофана 20, Батагов 49-авт., Орбан 55, Гандельман 75 — Нагнойный 82)
    - 14.12.2023 «Зоря» (Луганск) — «Брейдаблик» (Коупавогюр, Исландия) 4:0 (Герреро 2, Муминович 11-авт., Мичин 19, Горбач 76)
- «Динамо» Киев (4-е место в чемпионате Украины сезона 2022-23 гг.)
  - 3-й квалификационный раунд Лиги Конференций УЕФА.
    - 10.08.2023 «Арис» (Салоники, Греция) — «Динамо» (Киев) 1:0 (Пальма 69-пен.)
    - 17.08.2023 «Динамо» (Киев) — «Арис» (Салоники, Греция) 2:1 (Волошин 45, Караваев 85 — Джурасек 39) Серия пенальти — 6:5[9]

  - Раунд плей-офф Лиги Конференций УЕФА.
    - 24.08.2023 «Динамо» (Киев) — «Бешикташ» (Стамбул, Турция) 2:3 (Шапаренко 60, Волошин 65 — Абубакар 40-пен., Колли 63, Зайнутдинов 90+4)
    - 31.08.2023 «Бешикташ» (Стамбул, Турция) — «Динамо» (Киев) 1:0 (Абубакар 52)
- «Ворскла» Полтава (5-е место в чемпионате Украины сезона 2022-23 гг.)
  - 2-й квалификационный раунд Лиги Конференций УЕФА.
    - 27.07.2023 «Ворскла» (Полтава) — «Дила» (Гори, Грузия) 2:1 (Фелипе 73, Кане 90+3 — Ковталюк 57)
    - 03.08.2023 «Дила» (Гори, Грузия) — «Ворскла» (Полтава) 3:1 (Парулава[груз.] 44, Ковталюк 71, Гейл 87 — Степанюк 74)

## Сезон 2024/2025
- «Шахтёр» Донецк (чемпион Украины сезона 2023-24 гг.)
  - Общий этап Лиги чемпионов УЕФА.
    - 18.09.2024 Болонья (Италия) — «Шахтёр» (Донецк) 0:0
    - 02.10.2024 «Шахтёр» (Донецк) — Аталанта (Бергамо, Италия) 0:3 (Джимсити 21, Лукман 44, Белланова 48)
    - 22.10.2024 Арсенал (Лондон, Англия) — «Шахтёр» (Донецк) 1:0 (Ризнык 29-авт.) На 77-й минуте Троссард («Арсенал») не реализовал пенальти.
    - 06.11.2024 «Шахтёр» (Донецк) — Янг Бойз (Бёрн, Швейцария) 2:1 (Зубков 31, Судаков 41 — Имери 27)
    - 27.11.2024 ПСВ (Эйндховен, Нидерланды) — «Шахтёр» (Донецк) 3:2 (Тилльман 87, 90, Пепи 90+5 — Сикан 8, Зубков 37)
    - 10.12.2024 «Шахтёр» (Донецк) — Бавария (Мюнхен, Германия) 1:5 (Кевин 5 — Лаймер 11, Мюллер 45, Олисе 70-пен., 90+3, Мусиала 87)
    - 22.01.2025 «Шахтёр» (Донецк) — Брест (Франция) 2:0 (Кевин 18, Судаков 37-пен.)
    - 29.01.2025 Боруссия (Дортмунд, Германия — «Шахтёр» (Донецк) 3:1 (Гирасси 17, 44, Бенсебайни 79 — Марлон 50)
- «Динамо» Киев (2-е место в чемпионате Украины сезона 2023-24 гг.)
  - Второй квалификационный раунд Лиги чемпионов УЕФА.
    - 23.07.2024 «Динамо» (Киев) — Партизан (Белград, Сербия) 6:2 (Шапаренко 40, Бражко 43, Караваев 45+1, Кабаев 55, Попов 83, Пихалёнок 90+3 — Салданья 21, 66)
    - 31.07.2024 Партизан (Белград, Сербия) — «Динамо» (Киев) 0:3 (Ярмоленко 17, Ванат 68-пен., Караваев 90+3)

  - Третий квалификационный раунд Лиги чемпионов УЕФА.
    - 6.08.2024 «Динамо» (Киев) — Рейнджерс (Глазго, Шотландия) 1:1 (Ярмоленко 38 — Дессерс 90+4)
    - 13.08.2024 Рейнджерс (Глазго, Шотландия) — «Динамо» (Киев) 0:2 (Пихалёнок 82, Волошин 84)

  - Квалификационный раунд плей-офф Лиги чемпионов УЕФА.
    - 21.08.2024 «Динамо» (Киев) — Ред Булл (Зальцбург, Австрия) 0:2 (Нене 29, Кьергор 50-пен.)
    - 28.08.2024 Ред Булл (Зальцбург, Австрия)  — «Динамо» (Киев) 1:1 (Дагим 12 — Ванат 29)

  - Лига Европы УЕФА 2024/2025. Общий этап
    - 25.09.2024 «Динамо» (Киев) — Лацио (Рим, Италия) 0:3 (Диа 5, 35, Деле-Баширу 34)
    - 03.10.2024 Хоффенхайм (Зинсхайм, Германия) — «Динамо» (Киев) 2:0 (Гложек 22, 59)
    - 24.10.2024 Рома (Рим, Италия) — «Динамо» (Киев) 1:0 (Довбик 23-пен. )
    - 07.11.2024 «Динамо» (Киев) — Ференцварош (Будапешт, Венгрия) 0:4 (Варга 54, Закариассен 56, 67, Салданья 77)
    - 28.11.2024 «Динамо» (Киев) — Виктория (Пльзень, Чехия) 1:2 (Кабаев 90+5 — Выдра 55, Шульц 90)
    - 12.12.2024 Реал Сосьедад (Сан-Себастьян, Испания) — «Динамо» (Киев) 3:0 (Оярсабаль 19, 33, Беккер 24)
    - 21.01.2025 Галатасарай (Стамбул, Турция) — «Динамо» (Киев) 3:3 (Санчес 6, Бардакжи 21, Осимхен 53-пен. — Ванат 45, Ярмоленко 68, 81)
    - 30.01.2025 «Динамо» (Киев) — РФС (Рига, Латвия) 1:0 (Пихалёнок 76)
- «Кривбасс» Кривой Рог (3-е место в чемпионате Украины сезона 2023-24 гг.)
  - Третий квалификационный раунд Лиги Европы УЕФА.
    - 08.08.2024 «Кривбасс» (Кривой Рог) — Виктория (Пльзень, Чехия) 1:2 (Аду 20 — Панос 48, Вашулин 69)
    - 15.08.2024 Виктория (Пльзень, Чехия) — «Кривбасс» (Кривой Рог) 1:0 (Вашулин 52)

  - Квалификационный раунд плей-офф Лиги конференций УЕФА.
    - 22.08.2024 «Кривбасс» (Кривой Рог) — «Реал Бетис» (Севилья, Испания) 0:2 (Авила 13, Родриго 62)
    - 29.08.2024 «Реал Бетис» (Севилья, Испания) — «Кривбасс» (Кривой Рог) 3:0 (Руибаль 40, Эззалзули 43, 45)
- «Днепр-1» Днепр (4-е место в чемпионате Украины сезона 2023-24 гг.) (Клуб снят с соревнований по причине финансовых проблем)
  - Второй квалификационный раунд Лиги конференций УЕФА.
    - 25.07.2024 «Днепр-1» (Днепр) — Академия Пушкаша (Фельчуте, Венгрия) 0:3 Техническое поражение Днепр-1.
    - 01.08.2024 Академия Пушкаша (Фельчуте, Венгрия) — «Днепр-1» (Днепр) 3:0 Техническое поражение Днепр-1.
- «Полесье» Житомир (5-е место в чемпионате Украины сезона 2023-24 гг.)
  - Второй квалификационный раунд Лиги конференций УЕФА.
    - 25.07.2024 «Олимпия» (Любляна, Словения) — «Полесье» (Житомир) 2:0 (Флоруц[англ.] 56, Пинту[укр.] 90+2)
    - 01.08.2024 «Полесье» (Житомир) — «Олимпия» (Любляна, Словения) 1:2 (Кушниренко 1 — Флоруц[англ.] 11, Дурдов[англ.] 90+3)

## Сезон 2025/2026
- «Динамо» Киев (чемпион Украины сезона 2024-25 гг.)
  - Второй квалификационный раунд Лиги чемпионов УЕФА.
    - 22.07.2025 «Хамрун Спартанс» (Хамрун, Мальта) — «Динамо» (Киев) 0:3 (Ванат 13, Буяльский 76, Волошин 90+2)
    - 29.07.2025 «Динамо» (Киев) — «Хамрун Спартанс» (Хамрун, Мальта) 3:0 (Ванат 28, Бражко 35, Мыхавко 82)

  - Третий квалификационный раунд Лиги чемпионов УЕФА.
    - 05.08.2025 «Динамо» (Киев) — «Пафос» (Кипр) 0:1 (Андерсон 84)
    - 12.08.2025 «Пафос» (Кипр) — «Динамо» (Киев) 2:0 (Оршич 2, Коррейя 55)

  - Квалификационный раунд плей-офф Лиги Европы УЕФА.
    - 21.08.2025 «Динамо» (Киев) — «Маккаби» (Тель-Авив, Израиль)
    - 28.08.2025 «Маккаби» (Тель-Авив, Израиль) — «Динамо» (Киев)
- «Шахтёр» Донецк (обладатель Кубка Украины сезона 2024-25 гг.)
  - Первый квалификационный раунд Лиги Европы УЕФА.
    - 10.07.2025 «Шахтёр» (Донецк) — «Ильвес» (Тампере, Финляндия) 6:0 (Алисон 26, 47, Элиас 43, Кевин 74, Педро 88, Невертон 90)
    - 17.07.2025 «Ильвес» (Тампере, Финляндия) — «Шахтёр» (Донецк) 0:0

  - Второй квалификационный раунд Лиги Европы УЕФА.
    - 24.07.2025 «Бешикташ» (Стамбул, Турция) — «Шахтёр» (Донецк) 2:4 (Абрахам 40-пен., Жуан Мариу 87 — Алисон 7, Эгиналдо 28, Кевин 67, 90+6)
    - 31.07.2025 «Шахтёр» (Донецк) — «Бешикташ» (Стамбул, Турция) 2:0 (Кевин 12, Кауан Элиас 45+1)

  - Третий квалификационный раунд Лиги Европы УЕФА.
    - 07.08.2025 «Панатинаикос» (Афины, Греция) — «Шахтёр» (Донецк) 0:0
    - 14.08.2025 «Шахтёр» (Донецк) — «Панатинаикос» (Афины, Греция) 0:0Серия пенальти — 3:4[10]

  - Квалификационный раунд плей-офф Лиги конференций УЕФА.
    - 21.08.2025 «Шахтёр» (Донецк) — «Серветт» (Женева, Швейцария)
    - 28.08.2025 «Серветт» (Женева, Швейцария) — «Шахтёр» (Донецк)
- «Александрия» (2-е место в чемпионате Украины сезона 2024-25 гг.)
  - Второй квалификационный раунд Лиги конференций УЕФА.
    - 24.07.2025 «Александрия» (Александрия) — «Партизан» (Белград, Сербия) 0:2 (Костич 14, Угрешич 56)
    - 31.07.2025 «Партизан» (Белград, Сербия) — «Александрия» (Александрия) 4:0 (Милошевич 13, 23, 45+2, Вукотич 63)
- «Полесье» Житомир (4-е место в чемпионате Украины сезона 2024-25 гг.)
  - Второй квалификационный раунд Лиги конференций УЕФА.
    - 24.07.2025 «Полесье» (Житомир) — «Санта-Колома» (Санта-Колома, Андорра) 1:2 (Гуцуляк 21 — Ремолинс 27, Креспо 44)
    - 31.07.2025 «Санта-Колома» (Санта-Колома, Андорра) — «Полесье» (Житомир) 1:4 (Моурело 49 — Михайличенко 4, Филиппов 48, Андриевский 59, Гайдучик 76)

  - Третий квалификационный раунд Лиги конференций УЕФА.
    - 07.08.2025 «Полесье» (Житомир) — «Пакш» (Венгрия) 3:0 (Андриевский 41, Бескоровайный 45+1, Леднев 58)
    - 14.08.2025 «Пакш» (Венгрия) — «Полесье» (Житомир) 2:1 (Сабо 39, Тот 48 — Гонсалвеш 90+6)

  - Квалификационный раунд плей-офф Лиги конференций УЕФА.
    - 21.08.2025 «Полесье» (Житомир) — «Фиорентина» (Флоренция, Италия)
    - 28.08.2025 «Фиорентина» (Флоренция, Италия) — «Полесье» (Житомир)